# 国立墓地の一覧
国立墓地の一覧（こくりつぼちのいちらん、英語: List of National cenmeteries）では、世界の国々の国立の墓地およびその国の偉人たちが眠る墓地を、大陸別、国別に以下のように列挙する。

## アジア

### イスラエル
- ヘルツルの丘

### インド
- デリー戦没者墓地 (Delhi War Cemetery)

### インドネシア
- ジャカルタ・カリバタ英雄墓地 (Kalibata Heroes Cemetery)

### 韓国
- 国立ソウル顕忠院
- 国立デジョン顕忠院 (Daejeon National Cemetery)

### ジョージア
- トビリシ・ディドゥーベ・パンテオン (Didube Pantheon)

### タイ
- バンコク王族墓地 (Royal Cemetery)

### 台湾
- 国民革命忠烈祠

### 中国
- 天安門広場 (毛沢東記念堂)
- 北京・明の十三陵、河北省・清東陵など

### 朝鮮人民民主主義共和国
- 愛国烈士陵

### トルコ
- アンカラ・トルコ国立墓地 (Turkish State Cemetery)

### 日本
- 千鳥ケ淵戦没者国立墓苑
- 京都・伏見桃山陵（明治天皇）、東京・武蔵陵墓地（大正天皇・昭和天皇）

### ベトナム
- マイ・ディシュ墓地 (Mai Dịch Cemetery)

### モンゴル国
- アルタン・オルギイ国立墓地 (Altan-Ölgii National Cemetery)

### マレーシア
- クアラルンプール・マスジッドネガラ内の「英雄の霊廟 」(Makam Pahlawan)

## アフリカ

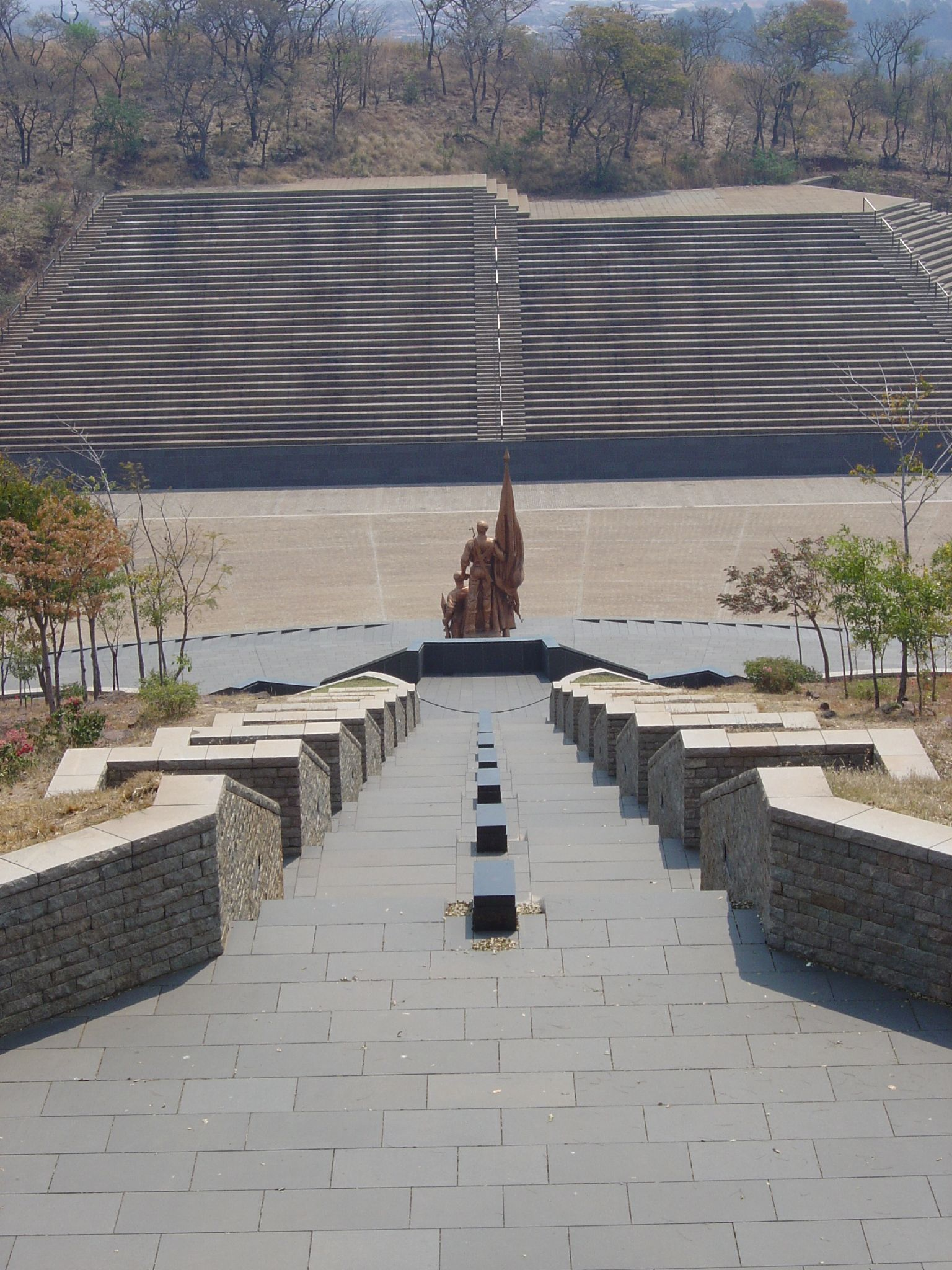
国民英雄墓地（無名戦士の墓、ジンバブエ）

### アルジェリア
- エルアリア墓地 (El Alia Cemetery)

### ジンバブエ
- 国民英雄墓地 (National Heroes Acre)

### 南アフリカ
- 国民英雄墓地 (National Heroes Acre)

## アメリカ（北米）

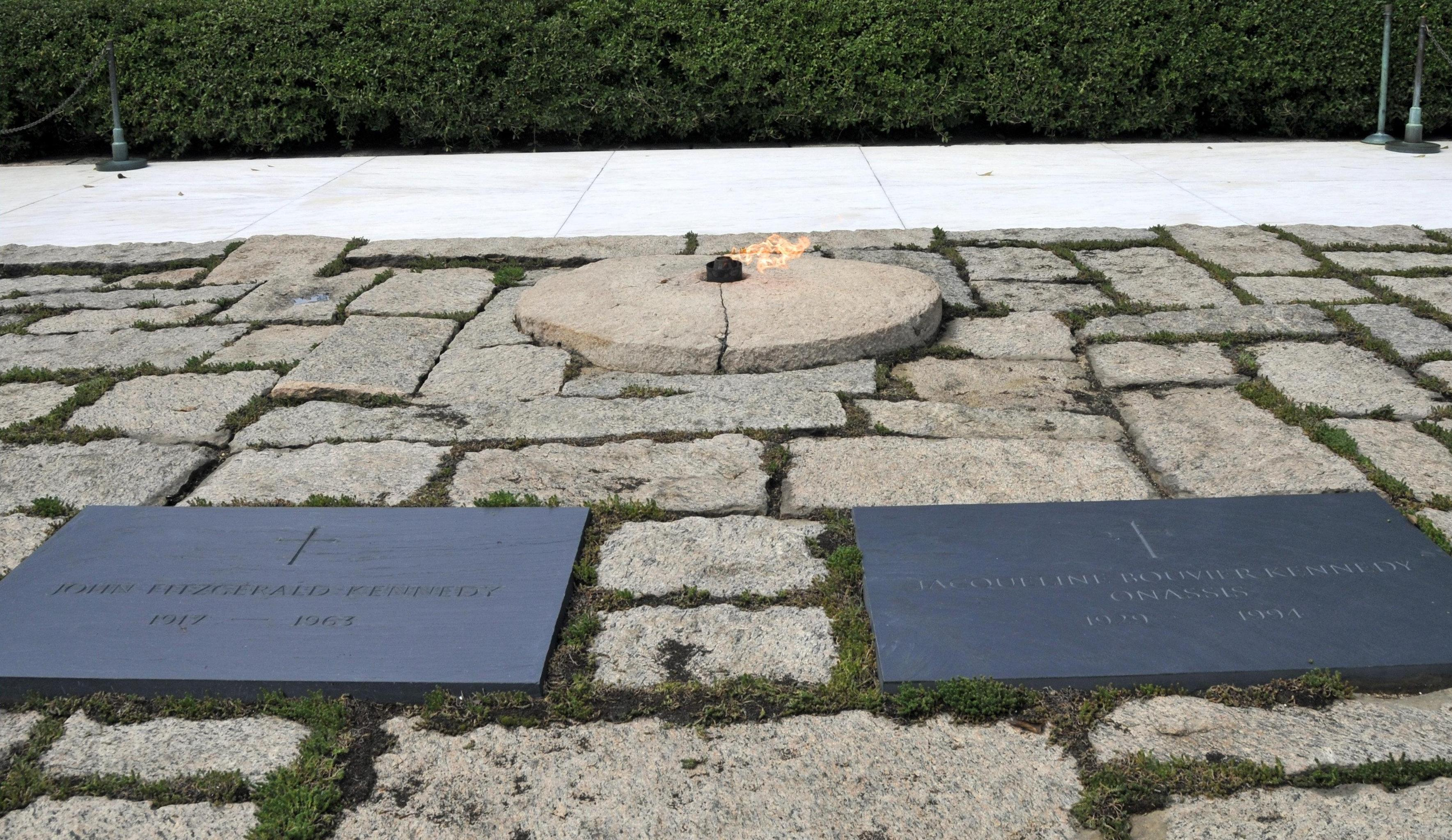
アーリントン国立墓地（ケネディー夫妻の墓、アメリカ合衆国）

### アメリカ合衆国
- アメリカ合衆国国立墓地 - 約150か所ある
  - アーリントン国立墓地

### カナダ
- オタワ・ノートルダムの墓地 (Notre-Dame Cemetery, Ottawa)

## アメリカ（中南米）

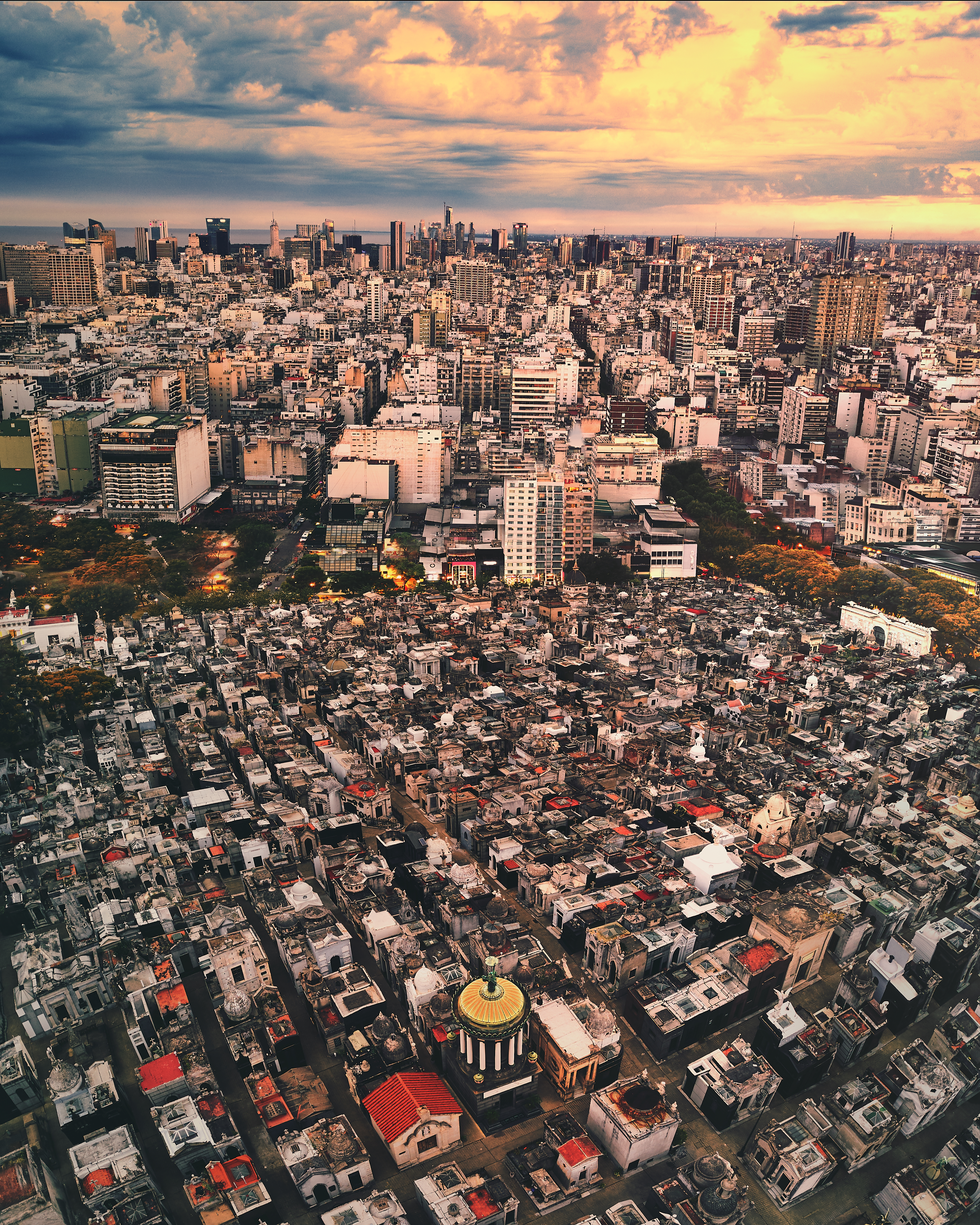
ラ・コレタ墓地（上空からの写真、アルゼンチン）

### アルゼンチン
- ラ・コレタ墓地 (La Recoleta Cemetery)

### ドミニカ共和国
- 祖国の祭壇墓地 (Altar de la Patria)
- 国立パンテオン (National Pantheon of the Dominican Republic)

### パラグアイ
- 国立英雄のパンテオン (National Pantheon of the Heroes)

### ベネズエラ
- 国立パンテオン (National Pantheon of Venezuela)

### メキシコ
- ドロレスのパンテオン (Panteón de Dolores)

## オセアニア

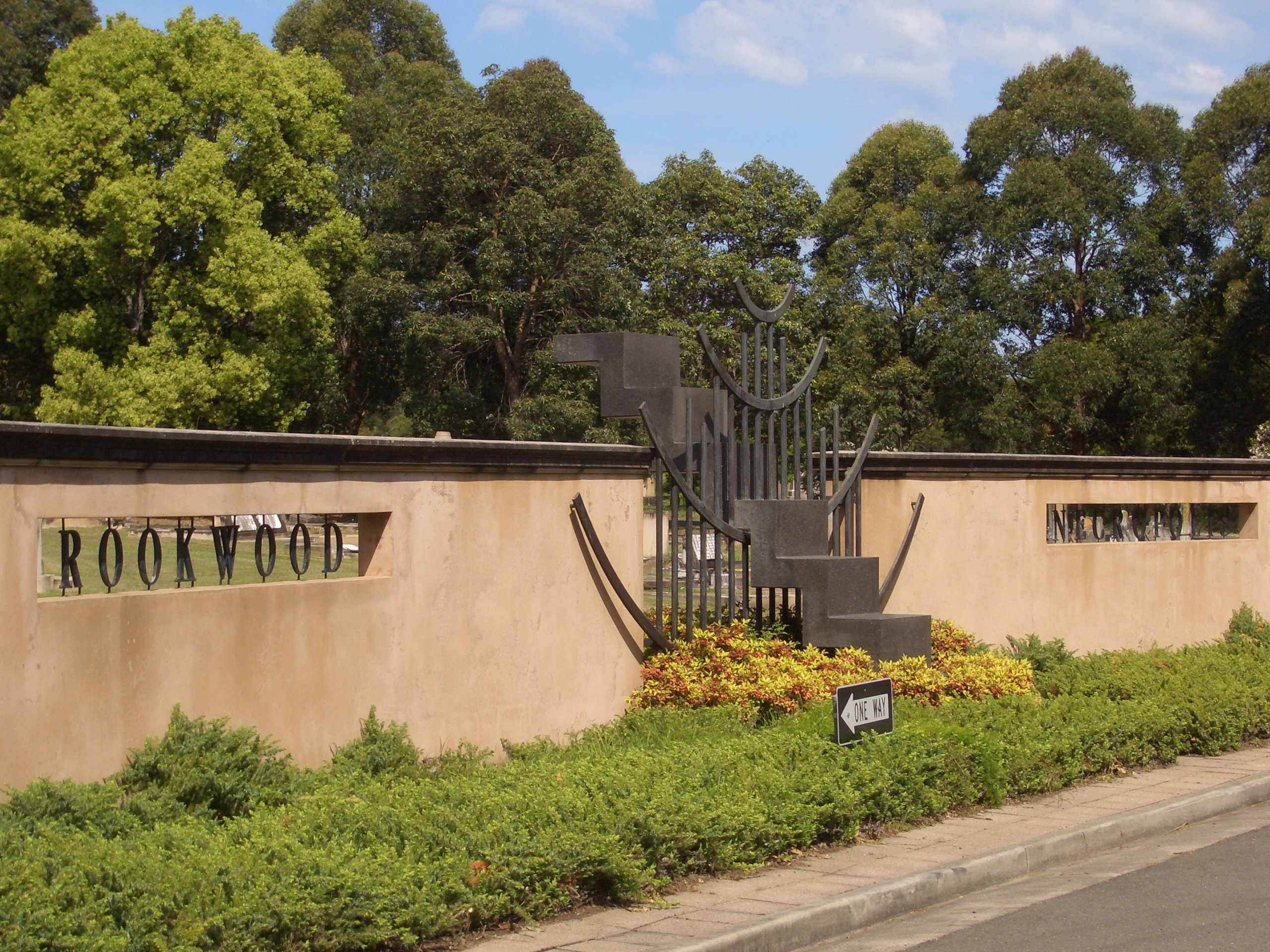
ロックウッド墓地（入り口、オーストラリア）

### オーストラリア
- ロックウッド墓地 (Rookwood Cemetery)
- 戦没者慰霊館 (メルボルン)

### ニュージーランド
- ウェリントン・ボルトン街記念墓地 (Bolton Street Memorial Park)

## ヨーロッパ

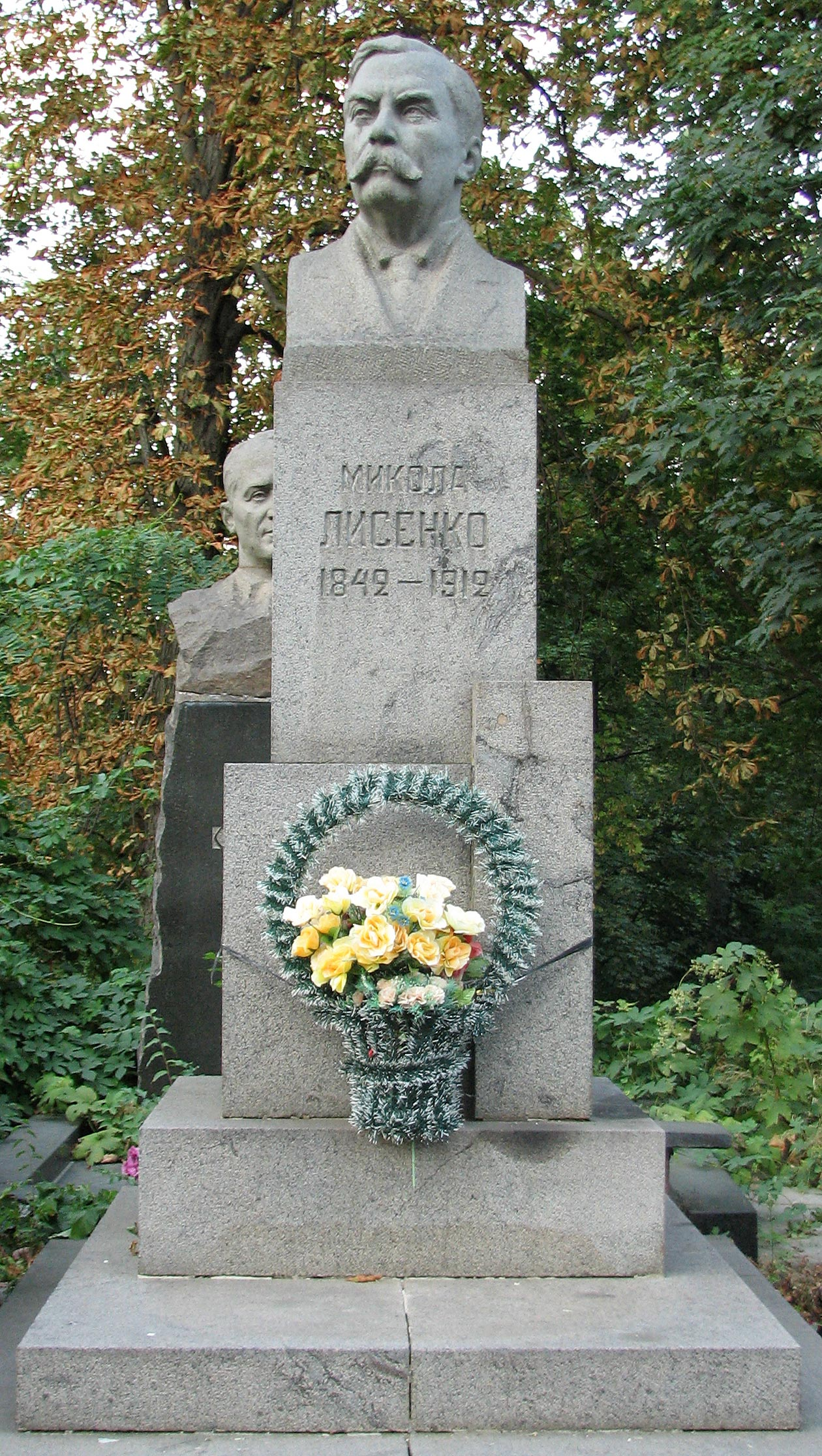
バイコウェ墓地（ミコラ・リセンコの墓、ウクライナ）

### イギリス
- ウェストミンスター寺院内の墓所

### ウクライナ
- バイコウェ墓地 (Baikove Cemetery)

### ギリシャ
- アテネ第一墓地 (First Cemetery)

### クロアチア
- ザグレブ・ミロゴイ墓地 (Mirogoj Cemetery)

### スウェーデン
- スコーグスシュルコゴーデン

### スペイン
- マドリッド・アルムデナ大聖堂墓地

### ハンガリー
- ブダペスト・ケレペシ墓地 (Kerepesi Cemetery)

### フランス
- パリ・パンテオン

### ブルガリア
- 国立英雄蘇生パンテオン (Pantheon of National Revival Heroes)

### ポルトガル
- リスボン・国立パンテオン

### ポーランド
- ワルシャワ・ポヴォスキー墓地 (Powązki Cemetery)

### ロシア
- モスクワ・赤の広場（レーニン廟、クレムリンの壁墓所）